# Joan Subirà i Rocamora
Joan Subirà i Rocamora (Vic, 3 de febrer de 1930 - Barcelona, 26 de desembre de 2017) va ser un sacerdot catòlic i periodista català. Era conegut com en Subi i va signar alguns llibres amb el pseudònim de Guillem del món. La cereria Subirà, la botiga més antiga de Barcelona, és de la seva família.
Des dels 6 anys volia ser capellà, i malgrat l'assassinat de tres tiets seus, un d'ell capellà, es mantingué ferm en la decisió. Ordenat capellà diocesà el 1953, va col·laborar amb parròquies del Maresme i el Vallès. A finals de 1965 va fundar en un barracó la parròquia de la Sagrada Família, al barri de Cirera de Mataró. Va ser una parròquia que va néixer en contacte amb la immigració. En paral·lel va estar vinculat als Minyons Escoltes i fou professor d'escoles i centres de formació professional. Del 1995 al 2005 va estar a la parròquia de Sant Cecília de Sant Gervasi de Barcelona, i després va anar a viure a la residència de capellans Sant Josep Oriol.
Se'l considera un pioner del periodisme en català després de la mort de Francisco Franco. El 1973 es va treure el títol de periodisme. Va signar la primera notícia a la portada del diari Avui el 23 d'abril de 1976, una crònica sobre una vaga. Va treballar en aquest mitjà fins al 1995. El 1969 va dirigir el setmanari Granollers. Comunitat Cristiana. El 1982 va publicar La premsa a Granollers 1882-1982. Va destacar el seu compromís amb la llengua catalana.
Va publicar llibres com Capellans en temps de Franco (1996) o Miscel·lània de Manuel Bonet i Muixí (2001). També va fer unes Memòries (1983) i la biografia Sóc un zero a l'esquerra. Memòries d'un capellà cap allà i cap aquí (2012).